# Béta-bomlás
A magfizika – és általában véve a nukleáris tudományok – területén a β-bomlás a spontán atommag-átalakulások egyik fajtáját jelenti, mely a gyenge kölcsönhatás eredménye. Három fajtája van. Ezek közül kettő β-részecske (elektron, ill. pozitron) kibocsátásával jár, s egyúttal egy elektron-antineutrínó, ill. egy elektronneutrínó is keletkezik. A harmadik az elektronbefogás (EC: electron capture), ahol is csak egy elektronneutrínó távozik a magból.

A negatív béta-bomlás Feynman-gráfja. Egy neutron protonná bomlik, miközben egy elektron és egy elektron-antineutrínó keletkezik

## Negatív béta-bomlás
Viszonylagos neutronfelesleggel rendelkező atomokra jellemző folyamat, de a szabad neutron is negatív béta-bomló. A bomlás során a szabad neutron vagy a magban kötött neutronok egyike protonná alakul, miközben egy elektron és egy elektron-antineutrínó távozik:
{\displaystyle \mathrm {n} ^{0}\rightarrow \mathrm {p} ^{+}+\mathrm {e} ^{-}+{\bar {\nu }}_{e}}
Spontán folyamatról lévén szó, a bomlás során energia szabadul fel. Ez a bomlási energia, melyen a keletkező részecskék (beleértve a visszalökődő leánynuklidot vagy az adott esetben a protont) az energia- és impulzusmegmaradás szabályai szerint osztozkodnak. A bomlási energiát (a folyamat ún. Q-értékét) a folyamatban bekövetkező tömegcsökkenésből lehet kiszámolni az Einstein-féle E0 = m·c² összefüggés segítségével, mely alapján az energiát olykor a tömeg-egyenértékével, a tömegváltozást pedig energia-egyenértékével jellemzik.
Ha egy magban kötött neutron bomlik el, akkor a keletkező atom neutronszáma (N) eggyel csökken, a rendszáma (vagyis a Z protonszáma) eggyel növekszik, tömegszáma (vagyis az A=N+Z nukleonszáma) tehát változatlan marad. Az utóbbit úgy is mondhatjuk, hogy a negatív béta-bomlás – mint a másik kettő is – izobár folyamat. Nuklidos írásmódot használva a következő (formális) egyenlettel fejezhetjük ki pl. a negatív béta-bomló Cs-137 esetében a megmaradási törvényeket:
{\displaystyle \mathrm {~_{\ 55}^{137}Cs} _{82}\rightarrow \mathrm {~_{\ 56}^{137}Ba} _{81}^{+}+\mathrm {e} ^{-}+{\bar {\nu }}_{e}}
ahol az explicite megjelenített elektron a béta-részecske, a Ba-137 leánynuklid esetében pedig azért szerepel „+” a jobb felső indexben, mert a héjelektronok száma nem változott (maradt 55), viszont a magtöltés 56-ra nőtt, (formálisan) tehát egy egyszeresen töltött pozitív ion jött létre.
A fenti folyamategyenletben még egy dolog érdemel figyelmet: egyetlen testből (Cs-137 atom) három test jött létre. Ilyenkor az impulzusmegmaradás és az energiamegmaradás végtelen sok módon teljesülhet. Ez okozza azt a sokáig rejtélyesnek talált tényt, hogy a béta-elektronok energiaeloszlása (spektruma) folytonos, hiszen az elektron végtelen sok módon osztozkodhat az antineutrínóval a bomlási energián. Természetesen ugyanezért az antineutrínó energiaeloszlásának is folytonosnak kell lennie. (A nagy tömegű Ba-137 nuklid csak kicsi részt szakít a bomlási energiából visszalökődési energia formájában, ti. az „energiaosztalék” az osztozkodók tömegével fordítva arányos.)
Mivel a nuklidadatbázisokban semleges atomokra vonatkozó tömegadatok vannak, energiaszámításokhoz (pl. annak eldöntéséhez, hogy egy spontán folyamat – bomlás – végbemehet-e vagy sem) célszerű egy kis „kreatív” könyveléssel megszabadulni a töltéstől. Ha eltekintünk az elektron kötési energiájától, akkor – kihasználva azt, hogy egyfelől van egy elektronhiányunk, másfelől van egy „fölösleges” (béta-)elektronunk – a bruttó egyenletet így írhatjuk fel:
{\displaystyle \mathrm {~^{137}Cs} \rightarrow \mathrm {~^{137}Ba} +{\bar {\nu }}_{e}}
Minthogy a spontaneitás feltétele a tömegcsökkenés, és az elektronneutrínók tömege kevesebb, mint 4/1000000 része az elektronénak (a Particle Data Group 2009-es táblázata 2 eV felső határt ad meg a neutrínótömeg energia-egyenértékére), nem szabad meglepődnünk azon, ha egy nuklidadatbázisban ellenőrizve azt találjuk, hogy az M nuklidtömegekre a következő reláció teljesül:
{\displaystyle M\left({}^{137}{\mbox{Cs}}\right)>M\left({}^{137}{\mbox{Ba}}\right)}
Másképp ugyanis nem lehetne megfigyelni ezt a bomlást, hiszen a bomlási energiát a tömegcsökkenés biztosítja az Einstein-féle összefüggésen keresztül. A negatív béta-bomlásra vonatkozó általános spontaneitási feltétel az adott esetre tehát így fest:
{\displaystyle M\left({}^{137}{\mbox{Cs}}\right)-M\left({}^{137}{\mbox{Ba}}\right)>0}
Megjegyzés: A fentebb hivatkozott adatbázisban a {\displaystyle \Delta } (MeV) jelű oszlopot kell nézni, mely az ún. tömegtöbbletet mutatja. Ha ehhez az értékhez hozzáadunk 931,494101×A MeV-et (ahol A a tömegszám), akkor épp a nuklidtömeg energia-egyenértékét kapjuk. Ha izobár nuklidok tömegét hasonlítjuk össze, mint itt, akkor semmit sem kell hozzáadni {\displaystyle \Delta }-hoz, mert A állandó; ha tehát {\displaystyle \Delta } nagyobb (negatív adatoknál ez kisebb abszolútértéket jelent), akkor az M nuklidtömeg is nagyobb.

## Pozitív béta-bomlás
Viszonylagos protonfelesleggel rendelkező atomokra jellemző folyamat. A szabad proton stabil, ill. legalább ~1030 év a közepes élettartama (szemben a Világegyetem korával, mely „csak” ~1,4·1010 év). A bomlás során a magban kötött protonok egyike neutronná alakul, miközben egy pozitron és egy elektronneutrínó távozik:
{\displaystyle \mathrm {p} \rightarrow \mathrm {n} +\mathrm {e} ^{+}+{\nu }_{e}}
A keletkező atom (ion) neutronszáma tehát eggyel nő, a rendszáma (ill. protonszáma) eggyel csökken, miközben a tömegszáma (vagyis a nukleonszáma) változatlan marad, tehát ez a folyamat is izobár. A pozitív béta-bomló Na-22 esetében a megmaradási törvényeket így fejezhetjük ki:
{\displaystyle \mathrm {~_{11}^{22}Na} _{11}\rightarrow \mathrm {~_{10}^{22}Ne} _{12}^{-}+\mathrm {e} ^{+}+{\nu }_{e}}
ahol a Ne-22 leánynuklid esetében azért szerepel „−” a jobb felső indexben, mert a héjelektronok száma nem változott (maradt 11), viszont a magtöltés 10-re csökkent, (formálisan) tehát egy egyszeresen töltött negatív ion jött létre. (Valójában a keletkező atom erősen gerjesztett elektronállapotú, s Auger-effektus következtében a ténylegesen megfigyelt ion akár pozitív is lehet. Itt viszont ezzel a kérdéssel nem foglalkozunk, mert csakis a megmaradási törvényekre koncentrálunk.)
A fenti folyamategyenlet ugyancsak három test létrejöttét mutatja. Ebből adódóan a pozitív béta-részecskék energiaspektruma is folytonos, akárcsak a keletkező neutrínóké.
Egyetlen nagy különbséget találunk a negatív béta-bomláshoz képest: nincs mód arra, hogy „kreatív” könyveléssel megszabaduljunk a neonion negatív töltésétől, és egyúttal eltüntessük a pozitront is az egyenletből. Még ha eltekintünk is az elektron kötési energiájától, akkor is csak a következő bruttó egyenletet írhatjuk fel:
{\displaystyle \mathrm {~^{22}Na} \rightarrow \mathrm {~^{22}Ne} +\mathrm {e} ^{-}+\mathrm {e} ^{+}+{\nu }_{e}}
A spontaneitás feltételét most így fogalmazhatjuk az M nuklidtömegekkel:
{\displaystyle M\left({}^{22}{\mbox{Na}}\right)>M\left({}^{22}{\mbox{Ne}}+{\mbox{e}}^{-}+{\mbox{e}}^{+}\right)}
vagyis
{\displaystyle M\left({}^{22}{\mbox{Na}}\right)-M\left({}^{22}{\mbox{Ne}}\right)>M\left({\mbox{e}}^{-}+{\mbox{e}}^{+}\right)=2\;M\left({\mbox{e}}\right)\Leftrightarrow 1022\;{\mbox{keV}}}
ahol a {\displaystyle \Leftrightarrow } jel úgy olvasandó, hogy „egyenértékű”. Vagyis a pozitív béta-bomlás csak akkor mehet végbe, ha a nuklidtömegek csökkenése legalább két elektrontömegnyi, ami valamivel több, mint 1 MeV energiának felel meg az E0 = m·c² összefüggés szerint. (A legnagyobb első ionizációs energia ~25 eV – maximum ekkora energiákról szól az egyszerű kémia –, itt pedig ennek 40880-szorosáről van szó.)

## Elektronbefogás (K-befogás)
Viszonylagos protonfelesleggel rendelkező atomokra jellemző folyamat, akárcsak a pozitív béta-bomlás. A két folyamat tehát egymással versenyez. Szabad proton csak energiabefektetés árán képes neutronná alakulni egy elektronnal. Az „egyesülés” felfedi a különbséget az EC és a béta-bomlás másik két fajtája között: egy csupasz mag – önmagában – sohasem lenne képes átalakulni ezzel a bomlási móddal.
{\displaystyle {\mbox{p}}+{\mbox{e}}^{-}\rightarrow {\mbox{n}}+{\nu }_{e}}.
EC során egy atom magjában kötött protonok egyike neutronná alakul át egy a magban „időző” héjelektronnal, amely nagy valószínűséggel egy K-elektron lesz, hiszen azoknak a legnagyobb a megtalálási valószínűségük a mag parányi térfogatában. (Ne feledjük: a K-elektronok 1s elektronok, melyek esetében a hullámfüggvény abszolút értékének négyzete éppen a magban veszi fel a maximumát, s a mag közepétől távolodva rohamosan csökken.) Az elektronbefogás „egyesülés” jellegéből következik, hogy minden, ami befolyásolja az 1s elektronok (és általában az s elektronok) sűrűségét a magban (kémiai környezet, extrém nagy nyomás), egy csöppet befolyásolja a bomlási állandót is.
Miközben az elektron befogódik, egy elektronneutrínó is távozik a magból. Vegyük példának a Cu-64-et, mely 39%-ban negatív béta-bomló, 17,4%-ban pozitív béta-bomló, míg az esetek 43,6%-ában elektronbefogással alakul át a következő séma szerint:
{\displaystyle \mathrm {~_{29}^{64}Cu} _{35}\rightarrow \mathrm {~_{28}^{64}Ni} _{36}+{\nu }_{e}}
Minthogy a héjelektronok száma együtt csökkent a protonok számával, „könyvelés” szempontjából eleve semleges atom jön létre, és „eltüntetni való” pozitron sincs. Mindazonáltal a befogott K-elektron kötési energiáját mindenképpen fedeznie kell a tömegkülönbségnek:
{\displaystyle M\left({}^{64}{\mbox{Cu}}\right)-M\left({}^{64}{\mbox{Ni}}\right)>\Leftrightarrow 100\;{\mbox{keV}}}
Az egyenlőtlenség felírásánál figyelembe vettük azt, hogy a K-elektronok kötési energiája még a legnehezebb elemek esetében sem igen több ~100 keV-nél, ami csak egytizede a pozitív béta-bomláshoz szükséges ~1000 keV-nek. Vagyis az elektronbefogás energetikai feltétele alig erősebb a negatív béta-bomlásénál, és mindenképpen gyengébb a vele versengő pozitív béta-bomlásénál.
Vegyük észre, hogy a fenti folyamategyenlet csak két test létrejöttét mutatja. Ilyenkor az impulzusmegmaradás törvénye miatt a bomlási energián csak egyféleképpen osztozhat a két fél. Emiatt a keletkező neutrínók diszkrét energiaspektrummal rendelkeznek, ill. egészen pontosan monoenergetikusak.
A tömegszám ebben az esetben sem változik, tehát az elektronbefogás is izobár folyamat.
A példaképpen bemutatott Cu-64 nuklidról látjuk, hogy nemcsak a protonszáma páratlan (29), hanem a neutronszáma is (35). Az ilyen páratlan-páratlan nuklidok között kb. félszáz olyan akad, amelyik nemcsak negatív béta-bomlásra képes, hanem elektronbefogásra és/vagy pozitív béta-bomlásra is. A 29Cu35 például mindhárom béta-bomlást „tudja”. Ez az érdekes tulajdonság az ún. tömegparabolákkal, ill. a Weizsäcker-egyenlettel áll kapcsolatban.

## Történet
A β-bomlás volt az első jele a neutrínó létezésének. 1911-ben Lise Meitner és Otto Hahn végrehajtott egy kísérletet, mely kimutatta, hogy a béta-bomlás során a keletkező elektronok energiaeloszlása folytonos, míg más kísérleti eredmények alapján azt várták, hogy diszkrét legyen. Az alfa-bomlásról ugyanis már előzőleg kimutatták, hogy egy adott mag esetében csak meghatározott energiájú alfa-részecskéket észlelünk. Bomoljon el egy A elem alfa-bomlással B elemre, majd a B elem béta-bomlással C elemre, majd a C újból alfa-bomlással D stabil elemre. Ha az alfa-sugárzás diszkrét, akkor a béta-sugárzásnak is diszkrétnek kell lennie (mert a végtermék energiája is diszkrét). Úgy tűnt, hogy sérül az energiamegmaradás törvénye. Ezt a sérülést néhány fizikus el is fogadta tényként. Egy 1930-ban írt levelében Wolfgang Pauli feltételezte, hogy a hiányzó energiát egy még fel nem fedezett kis tömegű semleges részecske viszi el, amely addig az atommagban helyezkedik el. (Ennek a részecskének feltétlenül töltés nélkülinek kell lennie, hiszen nem hagy nyomot a ködkamrában.) A részletes elméletet Enrico Fermi dolgozta ki 1934-ben.
Pontosabb elmélet az elektrogyenge kölcsönhatás elméletének kidolgozásakor 1968 körül született.